# Il vecchio avaro
Il vecchio avaro és una òpera en tres actes composta per Giuseppe Scolari sobre un llibret italià. S'estrenà al Teatre de la Santa Creu de Barcelona el 1751.